# سانسور در پاکستان
سانسور در کشور پاکستان به صورت خیلی گسترده نیست و رسانه‌ها اکثراً آزاد هستند و دولت پاکستان تنها در مواردی که در آن گروه‌های قومی مردم و جوانان را تشویق به خشونت می‌کند و به گفته دولت پاکستان آنان را شستشوی مغزی می‌دهند دست به انجام عمل سانسور در رسانه‌های قابل دسترس مردم می‌زند. قانون اساسی پاکستان آزادی بیان را ضمانت می‌دهد اما واژه «محدودیت‌های قابل‌قبول» را نیز به آن برای مصلحت حاکمیت، یکپارچگی و اتحاد پاکستان، نظم عمومی و اخلاق افزوده‌است.

## سانسور اینترنت در پاکستان
در پاکستان سانسور اینترنت تا حدی وجود دارد و دولت مواردی را که فکر می‌کند با قوانین نسبتاً اسلامی این کشور مخالف است فیلتر می‌کند.

### یوتیوب
پاکستان فیلم‌هایی که به گفته دولت غیراخلاقی هستند را فیلتر کرده‌است.

### ویکی‌پدیا
این وبسایت در پاکستان به‌طور کامل در دسترس می‌باشد.

### سایت‌های افراطی اسلامی
اکثر این سایت‌ها در پاکستان سانسور هستند و توسط دولت فیلتر شده‌اند.

## پیوست‌ها
- سانسور